# Babenhausen (Hessen)

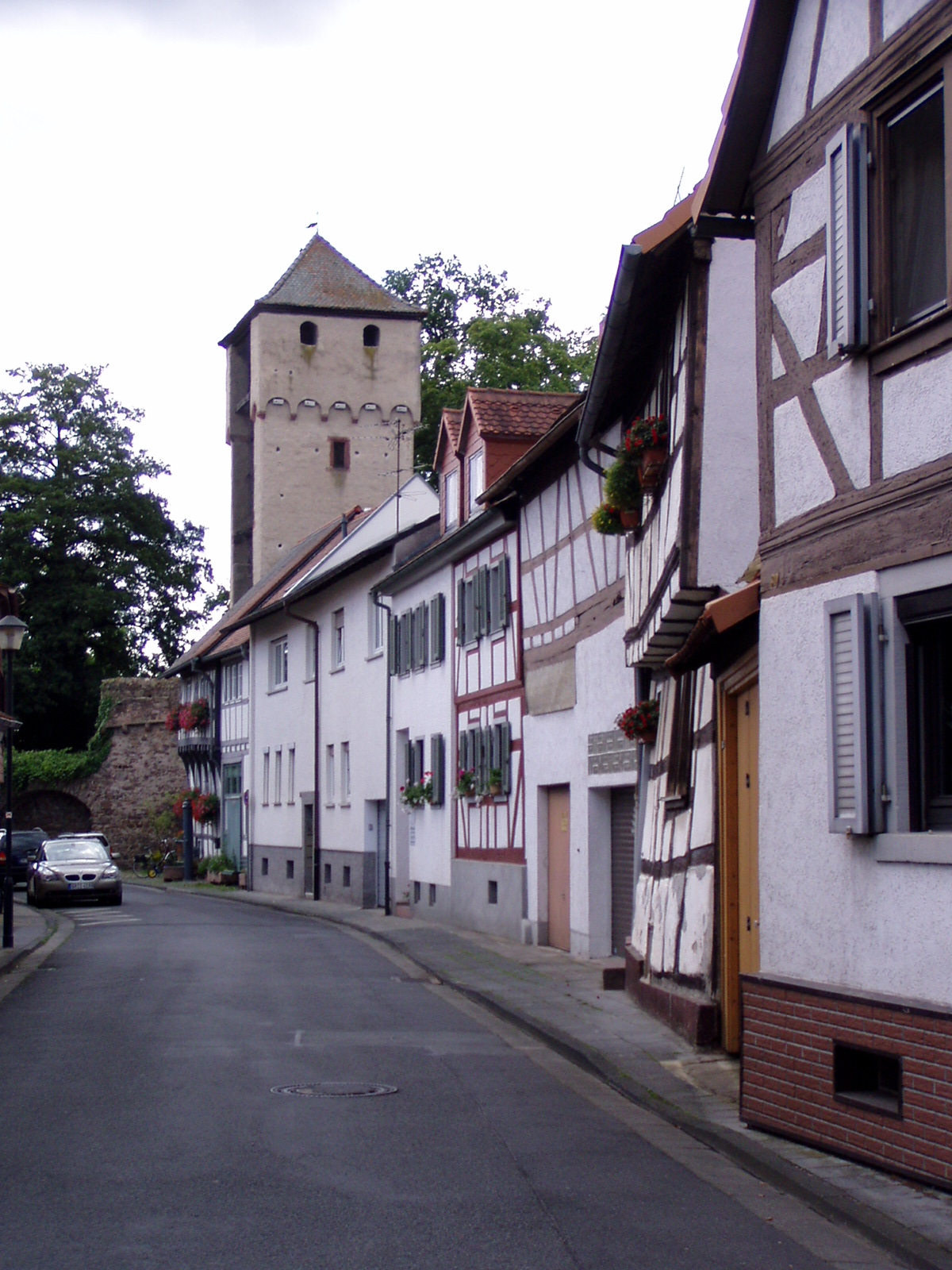
Babenhausen

Babenhausen (Hessen) este un oraș din landul Hessa, Germania.